# Rudolf Augstein Stiftung
Die Rudolf Augstein Stiftung wurde von dem deutschen Journalisten, Publizisten und Verleger des Spiegels Rudolf Augstein gegründet. Die Stiftung hat ihren Sitz in Hamburg. In den 1960er Jahren beschloss Augstein, dass ein Teil seiner Hinterlassenschaft der Zivilgesellschaft zugutekommen soll. Die Stiftung ist in drei Förderbereichen tätig. Journalismus, Kunst und Soziales.

## Geschichte
Nach eigenen Angaben ist die Rudolf Augstein Stiftung eine mittelgroße Stiftung innerhalb des deutschen Stiftungs-Spektrums, die 2005 gegründet wurde. Der ehrenamtliche Vorstand setzte sich auf Wunsch Augsteins zunächst aus drei Mitgliedern seiner Familie zusammen: Anna Augstein (mit der Rudolf Augstein in letzter Ehe verheiratet war), ist die Vorstandsvorsitzende der Stiftung und verantwortlich für die Förderung künstlerischer Interessen der Stiftung. Franziska Augstein (eine Tochter Rudolf Augsteins) ist stellvertretende Vorstandsvorsitzende und vertritt den sozialen Bereich, der die Verbesserung von Start- und Entwicklungschancen für benachteiligte Kinder und Jugendlicher zum Ziel hat. Jakob Augstein (ein Sohn Rudolf Augsteins) und Herausgeber der Wochenzeitung Der Freitag betreute bis Anfang 2022 den journalistischen Zweig der Stiftung. Seit April 2022 wird dieser Bereich von Stephanie Reuter verantwortet.
Die Stiftung förderte bis 2009 den Verein Reporter-Forum e. V., der den Deutschen Reporterpreis verleiht. 2019 wurde unter anderem der Rechercheverbund Investigate Europe gefördert.